# Bom ładunkowy

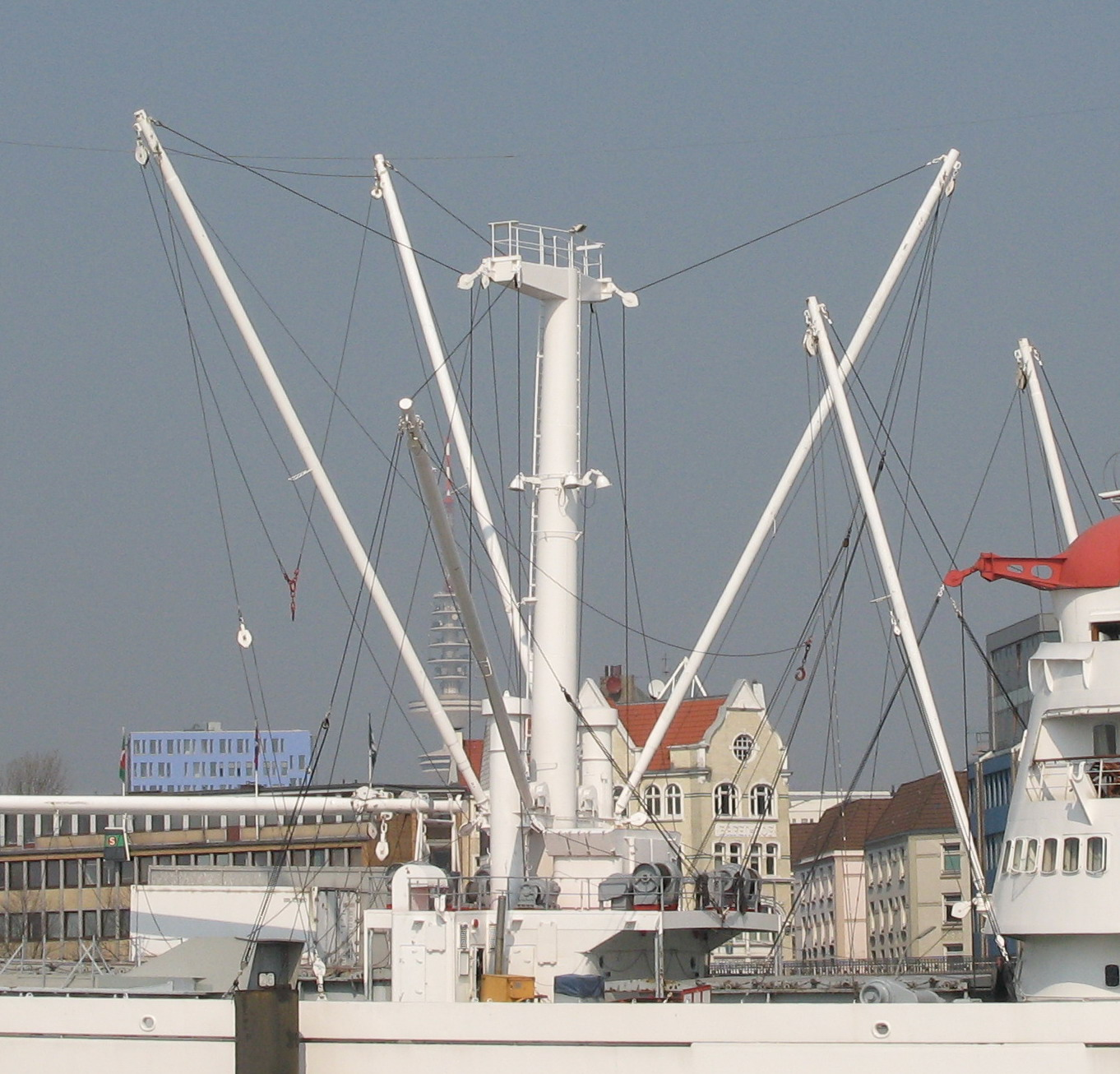
Bomy ładunkowe

Bom ładunkowy, zwany także żurawiem przymasztowym lub zastrzałem – element statku lub okrętu, a także platformy wiertniczej służący do załadunku i wyładunku towarów. Rodzaj dźwigu.
Bom składa się z belki stalowej lub drewnianej umocowanej do podstawy masztu, a górnym końcem (za pomocą liny zwanej topenantą) do salingu lub szczytu masztu. Za pomocą regulacji długości topenanty podnosi się lub opuszcza bom. Jest on zamocowany do podstawy masztu obrotowo, a do manewrowania w poziomie służą linki zwane gajami. 
Urządzeniem napędowym w operacjach przeładunkowych jest winda ładunkowa o napędzie dawniej parowym, obecnie najczęściej elektrycznym. Na bęben windy nawija się lina zwana renerem. Rener przechodzi przez blok na noku bomu, a jego koniec posiada zaczep do podwieszania ładunków, które mają odbyć drogę z ładowni na nabrzeże lub odwrotnie.